# Giro d’Italia 2024/20. Etappe
Die 20. Etappe des Giro d’Italia 2024 fand am 25. Mai 2024 statt. Sie bildete die letzte Bergetappe der 107. Austragung des italienischen Etappenrennens. Die Strecke führte von Alpago über 184 Kilometern nach Bassano del Grappa, wobei im Finale zweimal der Monte Grappa (1675 m) überquert werden musste. Nach der Etappe hatten die Fahrer insgesamt 3192,2 Kilometer zurückgelegt, was 96,23 % der Gesamtdistanz entspricht. Die Organisatoren der Rundfahrt bewerteten die Schwierigkeit der Etappe mit fünf von fünf Sternen.
Der Etappensieg ging an den gesamtführenden Tadej Pogačar (UAE Team Emirates), der sich rund 36 Kilometer vor dem Ziel in der zweiten Auffahrt des Monte Grappa von den restlichen Gesamtklassement Fahrern löste und als Solist seinen sechsten Tagessieg holte. Im Ziel betrug sein Vorsprung zwei Minuten und sieben Sekunden auf die erste Verfolgergruppe, in der sich Valentin Paret-Peintre (Decathlon AG2R La Mondiale) im Sprint vor Daniel Felipe Martínez (Bora-hansgrohe) durchsetzte. Tadej Pogačar baute seinen Vorsprung einen Tag vor dem Ende der Rundfahrt auf fast zehn Minuten aus.

## Streckenverlauf
Der neutralisierte Start erfolgte in Alpago vor dem Impianti sportivi Bortolo Canevini unweit des Ufers des Lago di Santa Croce. Nachdem das Zentrum von Farra d’Alpago durchfahren worden war, umrundeten die Fahrer den See im Norden, ehe das Rennen nach 5900 Metern auf der SS51 freigegeben wurde.
Nach dem offiziellen Start führte die Strecke vorbei am Lago Morto, Lago del Restello und Lago di Negrisiola in Richtung Süden. Kurz vor Vittorio Veneto drehte die Fahrtrichtung gen Westen und die Fahrer gelangten über Tarzo zur Muro di Ca’ del Poggio (242 m), die mit ihrer durchschnittlichen Steigung von 12,3 % auf einer Länge von 1100 Metern die erste Bergwertung des Tages darstellte. Die Bergwertung der 4. Kategorie wurde nach 30,3 Kilometern erreicht. Über Pieve di Soligo, die Ponte di Vidor und Cornuda ging es im Anschluss nach Possagno, wo der erste Zwischensprint nach 75,3 Kilometern ausgefahren wurde. Kurz darauf wurde in Semonzo bei Kilometer 87,8 erstmals der Monte Grappa in Angriff genommen.
Der Monte Grappa wurde beide Male über die SP140 befahren. Diese weist auf einer Länge von 18,1 Kilometern eine durchschnittliche Steigung von 8,1 % auf. Die ersten 9,5 Kilometer weisen konstante Steigungsprozente von mehr als 8 % auf, ehe beim Campo Croce ein kurzes Flachstück folgt. Kurz darauf werden Kilometerschnitte von mehr als 10 % erreicht. Nach 14 Kilometern überquerten die Fahrer die Baumgrenze und absolvieren ein weiteres 500 Meter langes Flachstück, ehe die letzten 3,5 Kilometer mit 9,5 % im Schnitt zur Bergwertung führen. Auf den letzten Kilometern verlaufen die Steigungsprozente deutlich unrhythmischer und es werden Rampen von bis zu 17 % befahren. Der Monte Grappa war als Anstieg der 1. Kategorie klassifiziert worden. Die Bergwertung wurde 77,9 und 30,7 Kilometer vor dem Ziel überquert. Die Abfahrt erfolgte auf der SP148 und war rund 26,5 Kilometer lang. Im oberen Teil wurden viele, teils schnelle Kurven durchfahren. Nach den ersten 8,8 Kilometern bogen die Fahrer bei der Ponte San Lorenzo rechts ab und absolvierten eine 1500 Meter lange Gegensteigung auf der schmaleren Via Val Piana. Diese weist eine durchschnittliche Steigung von 9 % auf und wurde beide Male absolviert. In der zweiten Abfahrt wurde am höchsten Punkt unter dem Namen Il Pianaro (1207 m) ein Zwischensprint 20,4 Kilometer vor dem Ziel ausgefahren. Die restliche Abfahrt erfolgte ab Villaggio del Sole erneut auf der SP148, die im unteren Teil sieben enge Kehren beinhaltet. Auf den letzten vier flachen Kilometern wurde Bassano del Grappa über Romano d’Ezzelino erreicht. Das Ziel befand sich auf der SS47 neben der Altstadt. Zwischen der ersten und zweiten Auffahrt des Monte Grappa wurde in Semonzo bei Kilometer 135 der zweite Zwischensprint ausgefahren.
|                            | Ort                    | Kilometer | Länge (km) | Höhe (m) | Ø Steigung | max. Steigung |
| -------------------------- | ---------------------- | --------- | ---------- | -------- | ---------- | ------------- |
| neutralisierter Start      | Alpago                 | −5,9      |            |          |            |               |
| offizieller Start          | SS51                   | 0         |            |          |            |               |
| Bergwertung (4. Kategorie) | Muro di Ca’ del Poggio | 30,3      | 1,1        | 242      | 12,3 %     | 19 %          |
| Zwischensprint (S)         | Possagno               | 75,3      |            |          |            |               |
| Bergwertung (1. Kategorie) | Monte Grappa           | 106,1     | 18,1       | 1675     | 8,1 %      | 17 %          |
| Zwischensprint (I)         | Semonzo                | 135       |            |          |            |               |
| Bergwertung (1. Kategorie) | Monte Grappa           | 153,3     | 18,1       | 1675     | 8,1 %      | 17 %          |
| Zwischensprint (S)         | Il Pianaro             | 163,6     |            |          |            |               |
| Ziel                       | Bassano del Grappa     | 184       |            |          |            |               |

## Rennverlauf
Nach dem offiziellen Start setzte sich zunächst mit Davide Ballerini (Astana Qazaqstan) und Lorenzo Germani (Groupama-FDJ) zwei Fahrer vom Hauptfeld ab. Während sich neun weitere Fahrer vom Peloton lösten, führte Lorenzo Germani bei anhaltendem Regen über die Muro di Ca’ del Poggio (242 m). Nach 42 Kilometern schlossen sich die beiden Ausreißergruppen zusammen. Mit Nicola Conci, Jimmy Janssens (beide Alpecin-Deceuninck), Pelayo Sánchez (Movistar), Alessandro Tonelli (VF Group-Bardiani CSF-Faizanè), Andrea Vendrame (Decathlon AG2R La Mondiale), Henok Mulubrhan, Davide Ballerini (beide Astana Qazaqstan), Rubén Fernández (Cofidis), Lorenzo Germani, Andrea Pietrobon (Polti Kometa) und Edward Theuns (Lidl-Trek) waren somit elf Fahrer in der Spitzengruppe vertreten. Die Gruppe fuhr einen maximalen Vorsprung von rund vier Minuten heraus.
Beim ersten Zwischensprint in Possagno setzte sich Davide Ballerini durch, ehe die erste Auffahrt auf den Monte Grappa (1675 m) bei trockenen Bedingungen erfolgte. Während die Spitzengruppe zerfiel, forcierte das UAE Team Emirates das Tempo und halbierte innerhalb von wenigen Kilometern den Rückstand des kleiner werdenden Hauptfelds. Nachdem mit Filippo Zana (Jayco AlUla) auch ein Fahrer der Top 10 des Gesamtklassements abgehängt worden war, griff Giulio Pellizzari (VF Group-Bardiani CSF-Faizanè) an und schloss als Solist zu der Spitzengruppe auf. Er gewann die Bergwertung bei der ersten Überfahrt vor Alessandro Tonelli, Pelayo Sánchez und Nicola Conci die als einzige Ausreißer an der Spitze des Rennens verblieben waren. Das Hauptfeld lag zu diesem Zeitpunkt nur noch eine Minute zurück und bestand aus etwa 30 Fahrern. Nachdem Nicola Conci zurückgefallen war und auch Alessandro Tonelli, der den Intergiro Sprint gewann, eingeholt worden war, erfolgte die zweite Auffahrt auf den Monte Grappa.
Pelayo Sánchez wurde rund 43 Kilometer vor dem Ziel gestellt, womit mit Giulio Pellizzari nur noch ein Fahrer an der Spitze des Rennens verblieb. Nachdem Rafał Majka (UAE Team Emirates) das Tempo für Tadej Pogačar erneut forcierte, zerfiel das Hauptfeld endgültig. Während auch Geraint Thomas (Ineos Grenadiers) zurückfiel, konnten nur Daniel Felipe Martínez (Bora-hansgrohe), Antonio Tiberi (Bahrain Victorious) und Einer Rubio (Movistar) dem Tempodiktat des Polen folgen, ehe Tadej Pogačar 36 Kilometer vor dem Ziel angriff. Der Slowene schloss kurz darauf zu Giulio Pellizzari auf und distanzierte den Italiener wenig später. Als er die Bergwertung des Monte Grappa zum zweiten Mal überquerte, betrug sein Vorsprung auf die anderen Gesamtklassement-Fahrer bereits eine Minute und 40 Sekunden. Knapp hinter Giulio Pellizzari der die Passhöhe als Zweiter erreichte, folgten Daniel Felipe Martínez, Antonio Tiberi und Einer Rubio, die rund 20 Sekunden auf Geraint Thomas und Ben O’Connor (Decathlon AG2R La Mondiale) herausgefahren hatten. In der kurzen Gegensteigung von Il Pianaro schlossen die beiden jedoch gemeinsam mit Michael Storer (Tudor) und Valentin Paret-Peintre (Decathlon AG2R La Mondiale) zu der ersten Verfolgergruppe auf. Beim dritten Zwischensprint sicherte sich Daniel Felipe Martínez hinter Tadej Pogačar zwei Bonussekunden, während Einer Rubio eine Sekunde an Zeitgutschrift holte.
Nach der Abfahrt und den letzten flachen Kilometern gewann Tadej Pogačar seine sechste Etappe mit einem Vorsprung von zwei Minuten und sieben Sekunden. Im Sprint um Platz zwei setzte sich Valentin Paret-Peintre vor Daniel Felipe Martínez und Antonio Tiberi durch. Geraint Thomas und Ben O’Connor erreichten das Ziel ebenfalls in der ersten Verfolgergruppe. Hinter Michael Storer, der zwei Minuten und 31 Sekunden zurücklag, folgten Rafał Majka, Damiano Caruso (Bahrain Victorious), Thymen Arensman (Ineos Grenadiers) und Jan Hirt (Soudal Quick-Step) mit einem Rückstand von drei Minuten und acht Sekunden.
Tadej Pogačar baute seinen Vorsprung in der Gesamtwertung auf neun Minuten und 56 Sekunden aus und stand somit kurz vor dem Gesamtsieg bei der 107. Austragung. Daniel Felipe Martínez und Geraint Thomas sicherten ihre Podiumsplätze ab, wobei der Kolumbianer nun 28 Sekunden vor dem Briten lag. Antonio Tiberi baute seinen Vorsprung in der Nachwuchswertung auf eine Minute und 42 Sekunden aus und fixierte zugleich hinter Ben O’Connor seinen fünften Gesamtrang. In den Top 10 kam es zu kleineren Verschiebungen. Einer Rubio rückte auf den siebten Rang vor, während Romain Bardet (dsm-firmenich PostNL) hinter Jan Hirt auf den neunten Gesamtrang abrutschte. Filippo Zana verlor seine Top-10-Platzierung, während Michael Storer auf den 10. Gesamtrang vorrückte. In der Bergwertung lag Tadej Pogačar nun 64 Punkte vor Giulio Pellizzari und stand als Sieger der Sonderwertung fest. Auch Jonathan Milan (Lidl-Trek) konnte mit seinem Vorsprung von 127 Punkten in der Punktewertung nicht mehr eingeholt werden. In der Mannschaftswertung verteidigte das Decathlon AG2R La Mondiale Team die Spitzenposition. Alle 142 Fahrer erreichten das Ziel.

## Ergebnis
| \| Etappenergebnis \| Etappenergebnis \| Etappenergebnis \| Etappenergebnis \| Etappenergebnis \| \| Fahrer \| Fahrer \| Land \| Team \| Zeit \| \| --------------- \| ---------------------- \| ---------------------- \| ----------------------------- \| --------------- \| \| 1. \| Tadej Pogačar \| Slowenien \| UAE Team Emirates \| 4 h 58 min 23 s \| \| 2. \| Valentin Paret-Peintre \| Frankreich \| Decathlon-AG2R La Mondiale \| + 2 min 07 s \| \| 3. \| Daniel Felipe Martínez \| Kolumbien \| Bora-Hansgrohe \| + 2 min 07 s \| \| 4. \| Antonio Tiberi \| Italien \| Bahrain Victorious \| + 2 min 07 s \| \| 5. \| Einer Rubio \| Kolumbien \| Movistar Team \| + 2 min 07 s \| \| 6. \| Giulio Pellizzari \| Italien \| VF Group-Bardiani CSF-Faizanè \| + 2 min 07 s \| \| 7. \| Geraint Thomas \| Vereinigtes Königreich \| Ineos Grenadiers \| + 2 min 07 s \| \| 8. \| Ben O’Connor \| Australien \| Decathlon-AG2R La Mondiale \| + 2 min 07 s \| \| 9. \| Michael Storer \| Australien \| Tudor Pro Cycling Team \| + 2 min 31 s \| \| 10. \| Rafał Majka \| Polen \| UAE Team Emirates \| + 3 min 08 s \| |                        |                        |                               |                 |
| |                        |                        |                               |                 |
| Quellen: ProCyclingStats Cycling Quotient |                        |                        |                               |                 |
| Etappenergebnis |                        |                        |                               |                 |
| Fahrer | Fahrer                 | Land                   | Team                          | Zeit            |
| 1. | Tadej Pogačar          | Slowenien              | UAE Team Emirates             | 4 h 58 min 23 s |
| 2. | Valentin Paret-Peintre | Frankreich             | Decathlon-AG2R La Mondiale    | + 2 min 07 s    |
| 3. | Daniel Felipe Martínez | Kolumbien              | Bora-Hansgrohe                | + 2 min 07 s    |
| 4. | Antonio Tiberi         | Italien                | Bahrain Victorious            | + 2 min 07 s    |
| 5. | Einer Rubio            | Kolumbien              | Movistar Team                 | + 2 min 07 s    |
| 6. | Giulio Pellizzari      | Italien                | VF Group-Bardiani CSF-Faizanè | + 2 min 07 s    |
| 7. | Geraint Thomas         | Vereinigtes Königreich | Ineos Grenadiers              | + 2 min 07 s    |
| 8. | Ben O’Connor           | Australien             | Decathlon-AG2R La Mondiale    | + 2 min 07 s    |
| 9. | Michael Storer         | Australien             | Tudor Pro Cycling Team        | + 2 min 31 s    |
| 10. | Rafał Majka            | Polen                  | UAE Team Emirates             | + 3 min 08 s    |

## Gesamtstände
| \| Gesamtwertung \| Gesamtwertung \| Gesamtwertung \| Gesamtwertung \| Gesamtwertung \| \| Fahrer \| Fahrer \| Land \| Team \| Zeit \| \| ------------- \| ---------------------- \| ---------------------- \| -------------------------- \| ---------------- \| \| 1. \| Tadej Pogačar \| Slowenien \| UAE Team Emirates \| 76 h 22 min 13 s \| \| 2. \| Daniel Felipe Martínez \| Kolumbien \| Bora-Hansgrohe \| + 9 min 56 s \| \| 3. \| Geraint Thomas \| Vereinigtes Königreich \| Ineos Grenadiers \| + 10 min 24 s \| \| 4. \| Ben O’Connor \| Australien \| Decathlon-AG2R La Mondiale \| + 12 min 07 s \| \| 5. \| Antonio Tiberi \| Italien \| Bahrain Victorious \| + 12 min 49 s \| \| 6. \| Thymen Arensman \| Niederlande \| Ineos Grenadiers \| + 14 min 31 s \| \| 7. \| Einer Rubio \| Kolumbien \| Movistar Team \| + 15 min 52 s \| \| 8. \| Jan Hirt \| Tschechien \| Soudal Quick-Step \| + 18 min 05 s \| \| 9. \| Romain Bardet \| Frankreich \| Team dsm-firmenich PostNL \| + 20 min 32 s \| \| 10. \| Michael Storer \| Australien \| Tudor Pro Cycling Team \| + 21 min 11 s \| |                        |                        |                            |                  |
| |                        |                        |                            |                  |
| Quellen: ProCyclingStats Cycling Quotient |                        |                        |                            |                  |
| Gesamtwertung |                        |                        |                            |                  |
| Fahrer | Fahrer                 | Land                   | Team                       | Zeit             |
| 1. | Tadej Pogačar          | Slowenien              | UAE Team Emirates          | 76 h 22 min 13 s |
| 2. | Daniel Felipe Martínez | Kolumbien              | Bora-Hansgrohe             | + 9 min 56 s     |
| 3. | Geraint Thomas         | Vereinigtes Königreich | Ineos Grenadiers           | + 10 min 24 s    |
| 4. | Ben O’Connor           | Australien             | Decathlon-AG2R La Mondiale | + 12 min 07 s    |
| 5. | Antonio Tiberi         | Italien                | Bahrain Victorious         | + 12 min 49 s    |
| 6. | Thymen Arensman        | Niederlande            | Ineos Grenadiers           | + 14 min 31 s    |
| 7. | Einer Rubio            | Kolumbien              | Movistar Team              | + 15 min 52 s    |
| 8. | Jan Hirt               | Tschechien             | Soudal Quick-Step          | + 18 min 05 s    |
| 9. | Romain Bardet          | Frankreich             | Team dsm-firmenich PostNL  | + 20 min 32 s    |
| 10. | Michael Storer         | Australien             | Tudor Pro Cycling Team     | + 21 min 11 s    |

| Punktewertung | Punktewertung      | Punktewertung | Punktewertung                 | Punktewertung |
| Fahrer        | Fahrer             | Land          | Team                          | Punkte        |
| ------------- | ------------------ | ------------- | ----------------------------- | ------------- |
| 1.            | Jonathan Milan     | Italien       | Lidl-Trek                     | 327 P.        |
| 2.            | Kaden Groves       | Australien    | Alpecin-Deceuninck            | 200 P.        |
| 3.            | Tim Merlier        | Belgien       | Soudal Quick-Step             | 143 P.        |
| 4.            | Julian Alaphilippe | Frankreich    | Soudal Quick-Step             | 132 P.        |
| 5.            | Tadej Pogačar      | Slowenien     | UAE Team Emirates             | 126 P.        |
| 6.            | Andrea Pietrobon   | Italien       | Team Polti Kometa             | 117 P.        |
| 7.            | Filippo Fiorelli   | Italien       | VF Group-Bardiani CSF-Faizanè | 116 P.        |
| 8.            | Davide Ballerini   | Italien       | Astana Qazaqstan Team         | 82 P.         |
| 9.            | Jhonatan Narváez   | Ecuador       | Ineos Grenadiers              | 80 P.         |
| 10.           | Mirco Maestri      | Italien       | Team Polti Kometa             | 70 P.         |

| Bergwertung | Bergwertung             | Bergwertung | Bergwertung                   | Bergwertung |
| Fahrer      | Fahrer                  | Land        | Team                          | Punkte      |
| ----------- | ----------------------- | ----------- | ----------------------------- | ----------- |
| 1.          | Tadej Pogačar           | Slowenien   | UAE Team Emirates             | 270 P.      |
| 2.          | Giulio Pellizzari       | Italien     | VF Group-Bardiani CSF-Faizanè | 206 P.      |
| 3.          | Georg Steinhauser       | Deutschland | EF Education-EasyPost         | 153 P.      |
| 4.          | Nairo Quintana          | Kolumbien   | Movistar Team                 | 114 P.      |
| 5.          | Julian Alaphilippe      | Frankreich  | Soudal Quick-Step             | 101 P.      |
| 6.          | Daniel Felipe Martínez  | Kolumbien   | Bora-Hansgrohe                | 81 P.       |
| 7.          | Simon Geschke           | Deutschland | Cofidis                       | 78 P.       |
| 8.          | Valentin Paret-Peintre  | Frankreich  | Decathlon-AG2R La Mondiale    | 59 P.       |
| 9.          | Romain Bardet           | Frankreich  | Team dsm-firmenich PostNL     | 47 P.       |
| 10.         | Amanuel Ghebreigzabhier | Eritrea     | Lidl-Trek                     | 42 P.       |

| Nachwuchswertung | Nachwuchswertung       | Nachwuchswertung   | Nachwuchswertung           | Nachwuchswertung  |
| Fahrer           | Fahrer                 | Land               | Team                       | Zeit              |
| ---------------- | ---------------------- | ------------------ | -------------------------- | ----------------- |
| 1.               | Antonio Tiberi         | Italien            | Bahrain Victorious         | 76 h 35 min 02 s  |
| 2.               | Thymen Arensman        | Niederlande        | Ineos Grenadiers           | + 1 min 42 s      |
| 3.               | Filippo Zana           | Italien            | Team Jayco AlUla           | + 11 min 10 s     |
| 4.               | Davide Piganzoli       | Italien            | Team Polti Kometa          | + 19 min 34 s     |
| 5.               | Valentin Paret-Peintre | Frankreich         | Decathlon-AG2R La Mondiale | + 30 min 37 s     |
| 6.               | Alex Baudin            | Frankreich         | Decathlon-AG2R La Mondiale | + 48 min 01 s     |
| 7.               | Giovanni Aleotti       | Italien            | Bora-Hansgrohe             | + 1 h 00 min 14 s |
| 8.               | Edoardo Zambanini      | Italien            | Bahrain Victorious         | + 1 h 13 min 07 s |
| 9.               | Kevin Vermaerke        | Vereinigte Staaten | Team dsm-firmenich PostNL  | + 1 h 20 min 53 s |
| 10.              | Mauri Vansevenant      | Belgien            | Soudal Quick-Step          | + 1 h 28 min 39 s |

| Mannschaftswertung | Mannschaftswertung            | Mannschaftswertung           | Mannschaftswertung |
| Team               | Team                          | Land                         | Zeit               |
| ------------------ | ----------------------------- | ---------------------------- | ------------------ |
| 1.                 | Decathlon-AG2R La Mondiale    | Frankreich                   | 229 h 54 min 37 s  |
| 2.                 | Ineos Grenadiers              | Vereinigtes Königreich       | + 44 min 23 s      |
| 3.                 | UAE Team Emirates             | Vereinigte Arabische Emirate | + 1 h 01 min 50 s  |
| 4.                 | Bahrain Victorious            | Bahrain                      | + 1 h 20 min 25 s  |
| 5.                 | Movistar Team                 | Spanien                      | + 1 h 51 min 00 s  |
| 6.                 | Astana Qazaqstan Team         | Kasachstan                   | + 1 h 58 min 31 s  |
| 7.                 | VF Group-Bardiani CSF-Faizané | Italien                      | + 2 h 16 min 59 s  |
| 8.                 | Team dsm-firmenich PostNL     | Niederlande                  | + 2 h 18 min 50 s  |
| 9.                 | Bora-Hansgrohe                | Deutschland                  | + 2 h 45 min 37 s  |
| 10.                | Soudal Quick-Step             | Belgien                      | + 2 h 59 min 42 s  |